# 王康傑
王康傑（英語：Wong Hong kit, Jack，1998年8月30日—），香港男子匹克球運動員。其妹王康怡亦是香港女子網球運動員。他的職業生涯最高單打世界排名為2018年12月31日時的653位。他曾代表香港參加2018年亞洲運動會。2023年底轉職匹克球職業運動員

## 外部連結
- 王康傑的Instagram帳戶
- 王康傑的Facebook專頁
- 王康傑的Facebook專頁
- 王康傑在ATP （页面存档备份，存于）